# كتلة الوحدة الطلابية – القطب الديمقراطي
كتلة الوحدة الطلابية – القطب الديمقراطي، منظمة طلابية فلسطينية تابعة للجبهة الديمقراطية لتحرير فلسطين تنشط في الجامعات والمعاهد الفلسطينية في الضفة الغربية وقطاع غزة.

شعار كتلة الوحدة الطلابية

## ملاحقات
تعرض الكثير من ناشطي كتلة الوحدة الطلابية للاعتقال لدى سلطات الاحتلال الإسرائيلي، آخرها اعتقال ممثلها في جامعة بيرزيت وليد حرازنة في يناير 2022 مع آخرين في حرم الجامعة.

## روابط خارجية
- صفحة الكتلة على موقع فيسبوك